# فرودگاه گرند کنین کورن
فرودگاه گرند کنین کورن (به انگلیسی: Grand Canyon Caverns Airport) یک فرودگاه همگانی با کد یاتا PGS است که یک باند فرود شن دارد و طول باند آن ۱۵۵۴ متر است. این فرودگاه در کشور ایالات متحده آمریکا قرار دارد و در ارتفاع ۱۶۴۲ متری از سطح دریا واقع شده‌است.